# Mala Draguša
Mala Draguša (izvirno srbsko Мала Драгуша) je naselje v Srbiji, ki upravno spada pod Občino Blace; slednja pa je del Topliškega upravnega okraja.

## Demografija
V naselju živi 133 polnoletnih prebivalcev, pri čemer je njihova povprečna starost 46,8 let (43,9 pri moških in 49,9 pri ženskah). Naselje ima 54 gospodinjstev, pri čemer je povprečno število članov na gospodinjstvo 2,91.
To naselje je, glede na rezultate popisa iz leta 2002, večinoma srbsko, a v času zadnjih treh popisov je opazno zmanjšanje števila prebivalcev.
|  |

| Demografija | Demografija     | Demografija     |
| Leto        | Št. prebivalcev | Št. prebivalcev |
| ----------- | --------------- | --------------- |
|             |                 |                 |
|             |                 |                 |
|             |                 |                 |
|             |                 |                 |
| 1948        | 420             |                 |
| 1953        | 430             |                 |
| 1961        | 322             |                 |
| 1971        | 299             |                 |
| 1981        | 243             |                 |
| 1991        | 201             | 192             |
| 2002        | 157             | 157             |
|             |                 |                 |

| Etnična sestava po popisu iz leta 2002 | Etnična sestava po popisu iz leta 2002 | Etnična sestava po popisu iz leta 2002 | Etnična sestava po popisu iz leta 2002 | Etnična sestava po popisu iz leta 2002 |
| -------------------------------------- | -------------------------------------- | -------------------------------------- | -------------------------------------- | -------------------------------------- |
| Srbi                                   | Srbi                                   |                                        | 154                                    | 98,08%                                 |
| Jugoslovani                            | Jugoslovani                            |                                        | 1                                      | 0,63%                                  |
| Neznano                                | Neznano                                |                                        | 2                                      | 1,27%                                  |